# Chœur Mikrokosmos
Pour l’article homonyme, voir Mikrokosmos.
Le chœur Mikrokosmos, créé en 1989 par Loïc Pierre, se compose aujourd'hui de 40 chanteurs venus de toute la France. Son répertoire est exclusivement consacré aux musiques chorales contemporaines.

## Activités
Parmi les nombreux axes de travail et de réflexion, le renouveau du répertoire occupe une place privilégiée. De nombreuses commandes ont été ainsi passées à des compositeurs français et étrangers tels que Patrick Burgan, Thierry Machuel, Pascal Zavaro, Bruno Regnier, Philippe Hersant ou encore Veljo Tormis.
Si le répertoire a cappella détermine l'identité de Mikrokosmos, des artistes prestigieux tels que Geneviève Laurenceau, Cécile Daroux, Aïcha Redouane, Michel Portal, le Trio Delta Percussions, Pascal Gallois ou Laurent Korcia sont venus enrichir la palette sonore du chœur de chambre.
Avec des spectacles bousculant les frontières de l'art choral, Mikrokosmos cultive avec passion des liens avec des disciplines artistiques inattendues telles que la vidéo avec l'artiste visuelle Antonella Bussanich pour Le Livre de sable (2003), le soundpainting avec Angélique Cormier ou le cinéma avec le Corps enchanté (2006).
Plus récemment, Mikrokosmos a créé le ciné-concert Ombres Vives. Pour ce ciné-concert revisité, le pianiste d’hier laisse sa place à 24 chanteurs solistes munis de plusieurs centaines d’accessoires sonores. Ils deviennent les voix et les bruitages d’images empruntées à des films qui ont marqué l’Histoire du Cinéma. Sirènes, tuyaux d’orgue, papier, boîtes à manivelle et autres objets détournés accompagnent aussi bien une succession d’escaliers tout droit sortis de l’imagination d’Hitchcock qu’une attaque du Voleur de Bagdad sonorisée par 24 tambours chinois qui semblent jaillir de l’écran ! De nombreux compositeurs français et étrangers ont participé à la création de ce projet et leur musique devient l’émotion, le rythme, la force et les mots des images projetées au-dessus des chanteurs plongés dans la pénombre.

## Historique
Le chœur Mikrokosmos, fondé par Loïc Pierre au sein du collège Fernand Léger,Vierzon, en 1989, sous la forme d'un chœur de jeunes filles, a toujours été l'un des rares jeunes chœurs en France à se consacrer exclusivement à l'art choral d'aujourd'hui et à la création. En 1998, Loïc Pierre décide de transformer le chœur à voix égales en un jeune chœur mixte composé de 32 chanteurs âgés de 18 à 30 ans.

## Création
1989
Les sans culottes courtes, Opéra pour enfants d’Alain Labarsouque
1990
TeKeTa de Loïc Pierre pour chœur d’enfants et percussions
1991
M, drame musical en Hommage à Fritz Lang d’Alain Labarsouque
1992
Hitch,Polar musical en Hommage à Alfred Hitchcock d’Alain Labarsouque
1994
Trois Alleluia de Nicolas Bacri
1996
Soleils de Patrick Burgan
Metropolis,musique de Loïc Pierre pour le film de Fritz Lang
1998
Wanderung de Philippe Hersant pour chœur de femmes et basson
Saoveri de Thomas Jennefelt (création française)
Etudes 1 à 4 de Loïc Pierre
1999
B is the Etherium d’Alain Labarsouque
Enfance de Philippe Hersant
Gehennes de Patrick Burgan
Cet amour de Thierry Machuel
2001
Jeunesse et Départs de Philippe Hersant
Soupirs de Patrick Burgan
Nocturne de Thierry Machuel
Le jardinier d’amour de Philippe Schoeller
Beatitudines de Maurice Jarre
Cœur à Cœur, au profond du bleu d’Alain Labarsouque
2002
Cantate Isis de Philippe Schoeller pour chœur mixte et basson
2003
Le livre de sable de Thierry Machuel et Antonella Bussanich pour chœur mixte et
vidéo
Désert de Philippe Hersant pour chœur mixte et flûte traversière
2004
Stabat Mater de Nicolas Bacri pour chœur mixte et violon
Lumière par le vitrail noir d’Alain Labarsouque pour chœur mixte et violon
2005
Pii-Lap de Pascal Zavaro pour chœur mixte et percussions
Dis de Bruno Régnier pour chœur mixte et percussions
Danse avec la pluie de Graciane Finzi pour chœur mixte et percussions
Stabat Mater de Bruno Coulais
2006
The wheel d’Aaron Jay Kernis
Retour à la raison de Pascal Zavaro
Nues de Bruno Régnier
Kiriki d’Alain Labarsouque pour le film de Segundo de Chomon
2007
Seul dans le vide de Pascal Zavaro
Mirages de Gabriel Fauré, cycle de 20 transcriptions de François Branciard
Ancestors giveaway de Brent-Michael Davids pour chœur mixte et tambour
2008
Nocturne de Clairvaux de Thierry Machuel pour chœur mixte a cappella
Ecce homo de Pascal Zavaro pour chœur mixte vidéo et 2 danseurs hip-hop
Poussières de Pascal Zavaro pour chœur mixte vidéo et 2 danseurs hip-hop
Nostalgia de Philippe Hersant pour chœur mixte, violon, vidéo et 2 danseurs hip-hop
Territoire du souffle de Thierry Machuel
2009
La montagne sans nom de Zad Moultaka
2010
Loulou de Julien Reynaud pour le film de W. Pabst
Créatures de Bruno Régnier pour chœur mixte et ensemble instrumental
Echoing green de Pascal Zavaro pour chœur mixte et violon
Raison Labiale de Pascal Zavaro pour le film de Man Ray
Pour la douceur de Thierry Machuel pour la publicité d'Alexander Alexiev
Hommage à Veljo Tormis de Julien Reynaud
2011
Pierre de Soleil de Guy Reibel
Donnez-nous du silence de Raphaël Terreau
Lettre à Bijou de Benoit Menut, Lancelot Dubois, Julien Reynaud et Raphaël Terreau
J’ai donc rêvé la mort de Julien Reynaud
2012
Songs of Innocence concerto pour chœur et violon de Pascal Zavaro
Le voleur de Bagdad de Bruno Régnier
La princesse endormie de Pascal Zavaro
Le voleur amoureux de Pascal Zavaro
2013
Monsavon de Jukka Linkola pour la publicité d'Alexander Alexiev
Tsuya tsuya de Ko Matsushita pour la publicité d'Alexander Alexiev
Soap d’Aaron Jay Kernis pour la publicité d'Alexander Alexiev

## Discographie
- 1995 - Abbaye de Noirlac
- 1996 - Métropolis / musique de Loïc Pierre
- 1997 - Mikrokosmos / Abbaye de la Prée
- 2000 - Villarosa
- 2002 - Beatitudines / Musiques françaises a cappella
- 2004 - Chant de terre et de guerre
- 2004 - Voyages / œuvres pour basson et chœur / Pascal Gallois
- 2005 - Les Rois maudits / musique de Bruno Coulais
- 2005 - Stabat Mater de Bruno Coulais
- 2006 - La planète blanche / musique de Bruno Coulais
- 2006 - O adonaï / Pièces sacrées a cappella
- 2006 - Vitrail / œuvres du XXe pour chœur et instrument
- 2007 - Paysage / musique a cappella
- 2008 - Mirage / 20 mélodies de Gabriel Fauré / transcription de François Branciard
- 2008 - Sur la terre simple / Thierry Machuel / Œuvres profanes
- 2008 - King Guillaume / musique de Emily Loiseau
- 2010 - Lucis memoria Thierry Machuel / Œuvres sacrées
- 2010 - Océans / musique de Bruno Coulais
- 2012 - Créatures / musique de Bruno Régnier
- 2013 - 25 ans
- 2014 - Bestiaire / musique de Bruno Régnier
- 2014 - Songs of innocence / musiques de Pascal Zavaro

## Musiques pour le cinéma
Océans (2010) de Jacques Perrin et Jacques Cluzaud
Brendan et le secret de Kells (2009) de Tom Moore
King Guillaume (2009) de Pierre-François Martin-Laval
La planète blanche (2006) de Thierry Piantanida
Les rois maudits (2005) de Josée Dayan

## Documentaires
Le chœur enchanté (2005) de Marie Françoise Gaucher
La voix-ci, la voix-là ! (2003) d’Emmanuelle Duberger

## Artistes invités
Meredith Monk
Barbara Hendricks
Elisabeth Glab
Aïcha Redouane
Geneviève Laurenceau
Cécile Daroux
Antonella Bussanich
Michel Portal
Laurent Korcia
Pascal Gallois
Daniel Mesguich
François Castang
Delta Percussions

## Chefs invités
- Nicole Corti
- Laurence Equilbey
- Laëtitia Casabianca
- Rachid Safir
- Michel-Marc Gervais
- Ko Matsushita
- Grete Pedersen

## Palmarès
Le chœur de chambre Mikrokosmos a reçu de nombreuses distinctions depuis sa création, dont :
- 2015 - Concours international de Tolosa (Espagne) : 1er prix programme polyphonique, 1er prix programme folklorique, prix du public, Grand Prix
- 2012 - Concours international de Tolosa (Espagne) : 2e prix programme polyphonique, 2e prix programme folklorique
- 2010 - Concours Béla Bartok de Debrecen : 2e prix du concours international
- 2010 - Florilège Vocal de Tours : 2e prix chœur mixte, 3e prix programme libre
- 2006 - Concours international de Tolosa (Espagne) : 2e prix programme polyphonique, 3e prix programme folklorique
- 2005 - Lauréat du grand prix européen de Varna (Bulgarie)
- 2004 -  Florilège Vocal de Tours : 1er prix chœurs mixtes, 1er prix programme libre, Grand prix de la ville de Tours
- 2002 - Concours international de Debrecen (Hongrie) : 2e prix chœur mixte, Prix du meilleur chœur en compétition attribué par l’association des chœurs hongrois, Prix pour la meilleure interprétation d’une œuvre contemporaine attribué à Loïc Pierre
- 1999 - Florilège Vocal de Tours : 2e prix concours national, 3e prix concours international
- 1997 - Florilège Vocal de Tours : 1er prix concours national, 2e prix concours international, Prix du ministère de la Culture, Prix Inter-catégories du meilleur chœur français
- 1995 - Florilège Vocal de Tours : 2e prix concours national
- 1994 - Concours international de Debrecen (Hongrie) : 4e prix